# Slick Idiot
Gli Slick Idiot sono un gruppo Industrial metal tedesco.

## Storia
Essi si formarono nel 1999, dopo lo scioglimento dei KMFDM su iniziativa di Günter Schulz e En Esch. La prima volta in cui fu usato il nome Slick Idiot fu quando En Esch e Günter Schulz lo utilizzarono per una cover dei Nine Inch Nails, Terrible Lie per la Cleopatra Record nell'album Covered In Nails 2: A Tribute To Nine Inch Nails. Dopo l'uscita di DickNity acquistabile on-line, gli Slick Idiot, con Mel Fuher e il batterista/tastierista Michael J. Carrasquillo, fecero un tour in America ("High Life for Low Lives" US Tour 2002). Successivamente, la Cleopatra Records fece ri-editare DickNity, con un bonus remix di Christoph Schneider dei Rammstein. Nel 2003, En Esch e Günter Schulz entrarono a far parte dei Pigface per il "United II" tour. Nell'ottobre del 2004 fu pubblicato online l'album Screwtinized, attraverso l'acquisto tramite il loro sito ufficiale. En Esch andò nuovamente in tour con i Pigface per il "Free For All" US Tour 2005, mentre Schulz iniziò a formare il suo side-project SCHULZ con il cantante Jeff Borden. Nel 2006, gli Slick Idiot completarono un lungo tour negli Stati Uniti chiamato xSCREWciating Tour con i More Machine Than Man (MMTM), con l'aggiunta di Gregg Ziemba alla batteria e Victoria Levy alla voce.

## Discografia
- DickNity (2001) - album
- ReDickUlous (2003) - remix album
- Screwtinized (2004) - album
- xSCREWciating (2006) - remix album